# Александар Цветковић (кошаркаш)
Александар Цветковић (Београд, 12. септембар 1993) српски је кошаркаш. Игра на позицији плејмејкера.

## Клупска каријера
Кошарком се почео бавити у млађим категоријама Партизана. Као јуниор прелази у Црвену звезду.

### Црвена звезда
У сезони 2010/11. улази у први тим Црвене звезде. Истовремено је играо и за јуниорски тим Црвене звезде и остаће забележено да је у финалу турнира за пласман на Ф4 Евролиге против ФМП-a забележио 35 поена, 9 скокова и 8 асистенција - укупни индекс 55. У марту 2012. године Цветковић је изабран да игра на Најковом турниру америчких кошаркаша против играча из остатка света.
Са Звездом је освојио национални куп 2013. године. Дана 24. октобра 2013. године Цветковић је дебитовао у Евролиги против Макаби Тел Авива у Нокија арени. На крају 2013. године, Цветковић је послат на позајмицу у МЗТ.

#### МЗТ
Дана 27. децембра 2013. Црвена звезда га је послала на позајмицу у МЗТ Скопље до краја сезоне 2014/15. Дана 3. јануара 2014. године Цветковић је на дебију за МЗТ постигао 10 поена у победи (73:63) над Солноком. Цветковић је проглашен за најкориснијег играча 23. кола АБА лиге. Он је на утакмици против Цибоне постигао 17 поена, уз 10 скокова и 8 асистенција. Рачунајући само одигране утакмице за МЗТ у АБА лиги, Цветковић је просечно бележио 8 поена и 2,3 асистенције и 3,1 скок за 22,2 минута по мечу. Допринео је томе да МЗТ дође до трофеја у македонском првенству и купу.
У лето 2015. године Цветковић је отишао на пробу у Валенсију. Одиграо је неколико пријатељских утакмица, али није успео да потпише уговор.

### Партизан
Дана 29. септембра 2015. године потписао је уговор са Партизаном. Добио је број 4, који је у претходној сезони носио плејмејкер Миленко Тепић. За Партизан је дебитовао 2. октобра 2015. године у поразу против екипе Металца и био најефикаснији у свом тиму са 13 поена. Дана 16. јануара 2016. године Цветковић је постигао 21 поен, 3 скока и 7 асистенција против Крке и проглашен за најкориснијег играча 20. кола АБА лиге. У следећем колу, Цветковић је био један од најбољих играча дербија у великој победи (86–81) над Црвеном звездом са 16 поена. Цветковић је завршио сезону у АБА лиги са просечно 10,3 поена, 2,4 скока и 3,3 асистенције за просечно 22,8 минута на паркету.
У Суперлиги Србије је наступао на 10 мечева и остварио просечан учинак од 6,8 поена, 4,4 асистенције, и 2,1 скокова по утакмици, пре него што је због повреде у првом мечу финала пропустио остале дуеле у серији.

### Шпанија
Цветковић је од 2016. до 2019. године играо у шпанској АЦБ лиги. Провео је по једну сезону у Манреси, Естудијантесу и Бреогану. Цветковић је током сезоне 2016/17. у дресу Манресе просечно постизао 8,1 поена уз 2,4 асистенције да би наредне сезоне бранио боје Естудијантеса где је имао учинак од 4,8 поена и једне асистенције, а статистику је поправио у сезони 2018/19. када је у Бреогану имао 9,3 поена и 2,7 асистенција просечно по утакмици.

### Игокеа
Дана 4. јула 2019. године је потписао уговор са Игокеом. Већ на почетку сезоне, 22. октобра 2019, Игокеа је раскинула уговор са Цветковићем. Игокеа је у прва три кола АБА лиге уписала исто толико пораза, а Цветковић је значајну улогу имао само у првом колу, у дуелу са Партизаном, кад је постигао 16 поена. У листу стрелаца се није уписао у мечу са Морнаром, док је у трећем колу, у окршају са Цедевитом Олимпијом, забележио два поена. У прва два меча Лиге БиХ, против Вогошће на гостујућем и Леотара на домаћем терену, Цветковић није био у саставу.

### Шпанија / Мексико
Цветковић се 26. новембра 2019. вратио у Манресу. За Манресу је током сезоне 2019/20. у АЦБ лиги бележио просечно 9,3 поена и 3,4 асистенције. У јуну 2020. је потписао уговор са Мега Бемаксом. Након нешто више од месец дана, Цветковић је напустио Мегу и вратио се у Шпанију где је потписао уговор са својим бившим клубом Естудијантесом за сезону 2020/21. У августу 2021. је потписао уговор са екипом Платерос де Фресниљо из Мексика. У мексичком клубу се задржао до новембра исте године када је потписао уговор са Реал Бетисом до краја сезоне. Продужио је уговор са Бетисом и за такмичарску 2022/23.

### Спартак
У августу 2023. године потписао је уговор са Спартаком из Суботице.

## Репрезентација
Велики таленат својевремено га је довео до кадетске репрезентације, а као њен капитен осваја бронзану медаљу 2009. године на Европском првенству у Литванији. Две године касније био је и део састава који је дошао до сребра на Светском првенству до 19 година.

## Успеси

### Клупски
- Црвена звезда:
  - Куп Радивоја Кораћа (1) : 2013.
- МЗТ Скопље:
  - Првенство Македоније (2) : 2013/14, 2014/15.
  - Куп Македоније (1) : 2014.
- Спартак Суботица:
  - Друга Јадранска лига (1): 2023/24.

### Репрезентативни
- Европско првенство до 16 година:  2009.
- Светско првенство до 19 година:  2011.